# NGC 201
NGC 201 es una galaxia espiral intermedia localizada en la constelación de Cetus.